# Progesteron
Progesteron is een geslachtshormoon. Het wordt aangemaakt door het corpus luteum tijdens de 2de fase van de menstruatiecyclus en in grotere hoeveelheden door de placenta tijdens de zwangerschap. Progesteron wordt ook tijdens de synthese van steroïdhormonen in de bijnierschors geproduceerd, bij zowel vrouwen als mannen. Aanzienlijke hoeveelheden progesteron worden echter enkel bij vrouwen gevonden.
Een andere naam voor dit hormoon is corpus-luteumhormoon.

## Beschrijving
Progesteron heeft als synoniemen pregn-4-en-3,20-dion en heeft als brutoformule C21H30O2. Het is een steroïde en bestaat uit vier gefuseerde koolstofringen. Het molecuul is hydrofoob doordat het geen uitgesproken polaire functionele groepen heeft.

## Synthese
Progesteron wordt gevormd uit pregnenolon, dat een afgeleide is van cholesterol. De 3-hydroxyl-groep wordt omgevormd tot een ketongroep in een eerste stap. In de tweede stap wordt de dubbele binding van het C5- naar het C4-atoom verplaatst.
Progesteron is de precursor van alle steroïde hormonen, zoals cortisol, aldosteron, testosteron, oestradiol, oestriol en oestron. Het wordt dan ook op grote schaal als eindproduct en halfproduct industrieel geproduceerd.
Overig progesteron wordt door metabolisatie omgezet in pregnandiol en wordt uiteindelijk in de urine uitgescheiden.

## Fysiologie
Na de ovulatie, in de luteale fase van de menstruatiecyclus, stimuleert het luteïniserend hormoon (LH) samen met het follikelstimulerend hormoon (FSH) de productie van progesteron door het corpus luteum in de eierstok. Onder invloed van progesteron wordt het baarmoederslijmvlies voorbereid op de innesteling van de bevruchte eicel. Indien een zwangerschap uitblijft zal de productie van progesteron door het corpus luteum geleidelijk aan gaan dalen door een negatieve terugkoppeling: bij een zekere concentratie aan progesteron wordt de hypofyse geremd, daarmee ook de productie van LH. Hierdoor verdwijnt het gele lichaam en daalt de productie van progesteron. Daardoor worden de verdikkingen in het baarmoederslijmvlies niet meer in stand gehouden en begint de menstruatie.
Indien een zwangerschap optreedt neemt het zwangerschapshormoon hCG de stimulatie van progesteron over en zal er geen menstruele bloeding optreden. Het hCG, dat in minimale hoeveelheden door het zich ontwikkelende embryo wordt geproduceerd, zorgt ervoor dat het corpus luteum blijft bestaan en progesteron blijft produceren, totdat de placenta na drie maanden de progesteronproductie zal overnemen.
Progesteron zorgt er ook voor dat het slijm in de baarmoedermond zo wordt veranderd dat zaadcellen erdoor worden gehinderd de baarmoeder te betreden. Tevens remt progesteron de ovulatie door de afgifte van LH door de hypofyse te remmen en voorkomt het daardoor de mogelijkheid van een late bevruchting van een eventueel tweede eicel. Beide functies zijn erop gericht dat de kans op meerlinggeboorten kleiner wordt.
Progesteron vermindert ook de prikkeling van de spieren rondom de baarmoeder, zodat een afstotingsreactie tegen het lichaamsvreemde embryo wordt onderdrukt.
Tijdens de zwangerschap bevordert progesteron samen met oestrogene hormonen, prolactine, cortisol, insuline en schildklierhormonen de vergroting van de melkklieren (borsten bij vrouwen).
Progesteron speelt een rol in het voortplantingssysteem van vrouwen, maar kan daarnaast ook fungeren als een stresshormoon.

## Progesteronbepaling
Progesteron kan in bloed worden gemeten op een klinisch-chemisch laboratorium. Indicaties voor het meten van progesteron in bloed zijn:
- vaststellen of er een eisprong heeft plaatsgevonden: de hoeveelheid progesteron in bloed wordt gedurende de menstruatiecyclus gevolgd. Indien de progesteronconcentratie in de tweede helft van de menstruatiecyclus (de luteale fase) boven een bepaalde drempelwaarde uitkomt, is daarmee aangetoond dat er een eisprong (ovulatie) heeft plaatsgevonden. Wanneer het progesteron niet tot boven een bepaalde drempelwaarde stijgt, kan dat betekenen dat er geen eisprong en/of menstruatie plaatsvindt.
- volgen van het verloop van de zwangerschap: tijdens de vroege zwangerschap stijgen de progesteron- en hCG-concentratie volgens een bepaald vast patroon. Indien progesteron niet voldoende stijgt gedurende de vroege zwangerschap, kan dat duiden op een buitenbaarmoederlijke zwangerschap of een miskraam.

## Progesteron als voorbehoedmiddel
Progesteron veroorzaakt een geringe verhoging van de temperatuur (0,3 tot 0,9 °C). De temperatuurmethode en de sympto-thermale methode als voorbehoedmethoden zijn hierop gebaseerd.
Progesteron is veelal opgenomen in de pil; hierbij is de werkzaamheid gericht op onder andere:
- baarmoederhals (cervix): progesteron heeft een effect op de productie en samenstelling van het slijm in de baarmoederhals (cervix). Onder invloed van progesteron neemt de productie van cervixslijm af en wordt het slijm taai en troebel en dus ondoordringbaar voor spermatozoa.
- remming van de ovulatie: progesteron remt de afgifte van LH en, in mindere mate, de afgifte van FSH door de hypofyse en remt zo de ovulatie.

## Progesteron en kanker
Toevoeging van progesteron (van welk type dan ook) verhoogt de kans op borstkanker en verlaagt de kans op baarmoederhalskanker.